# Pour l'Afrique et pour toi, Mali
Pour l'Afrique et pour toi, Mali (på svenska ungefär: för Afrika och för dig, Mali), även Le Mali är Malis nationalsång. Den skrevs av Seydou Badian Kouyaté med musik av Banzumana Sissoko och antogs officiellt 9 augusti 1962.
Texten är på franska och handlar om patriotism och sammanhållning inom landet och i Afrika och hyllar dem som offrade sitt liv för Mali och friheten. Den har översatts till det lokala språket bambara med titeln Afiriki ye ani e ye, Mali. Melodin, som är en traditionell militärmarsch, spelas vid officiella ceremonier av armens  musikkår Garde Républicaine.